# 홍천군의 행정 구역
홍천군의 행정 구역은 1읍, 9면 196개의 행정리와 105개의 법정리를 가지고 있다. 홍천군의 전체 면적은 1,819.785평방킬로미터이며, 인구는 2012년 3월 31일을 기준으로 69,622명, 29,618세대이다.

## 행정 구역
| 행정구역 | 한자     | 인구   | 세대   | 면적     | 행정 지도 |
| -------- | -------- | ------ | ------ | -------- | --------- |
| 홍천읍   | 洪川邑   | 35,625 | 13,902 | 107.39   |           |
| 화촌면   | 化村面   | 4,635  | 2,134  | 211.36   |           |
| 두촌면   | 斗村面   | 2,420  | 1,136  | 140.48   |           |
| 내촌면   | 乃村面   | 2,449  | 1,253  | 146.72   |           |
| 서석면   | 瑞石面   | 4,023  | 1,709  | 225.46   |           |
| 영귀미면 | 詠歸美面 | 3,680  | 1,598  | 149.63   |           |
| 남면     | 南面     | 5,764  | 2,607  | 120.34   |           |
| 서면     | 西面     | 3,669  | 1,937  | 123.39   |           |
| 북방면   | 北方面   | 3,923  | 1,798  | 146.44   |           |
| 내면     | 內面     | 3,434  | 1,544  | 447.95   |           |
| 홍천군   | 洪川郡   | 69,622 | 29,618 | 1,819.16 |           |

## 법정리
| 읍·면    | 법정리 |
| -------- | --- |
| 홍천읍   | 진리(津里), 신장대리(新場垈里), 희망리(希望里), 갈마곡리(葛麻谷里), 검율리(檢律里), 와동리(瓦東里), 결운리(決雲里), 태학리(太學里), 연봉리(蓮蜂里), 하오안리(下吾安里), 장전평리(長田坪里), 삼마치리(三馬峙里), 상오안리(上吾安里)                                                                                             |
| 화촌면   | 송정리(松亭里), 내삼포리(內三浦里), 성산리(城山里), 야시대리(野是垈里), 주음치리(酒飮峙里), 군업리(君業里), 장평리(長坪里), 굴운리(屈雲里), 구성포리(九城浦里), 풍천리(楓川里), 외삼포리(外三浦里) |
| 두촌면   | 철정리(哲亭里), 역내리(驛內里), 천현리(泉峴里), 자은리(自隱里), 원동리(遠洞里), 장남리(長南里), 괘석리(掛石里) |
| 내촌면   | 물걸리(物傑里), 와야리(瓦野里), 서곡리(瑞谷里), 도관리(道寬里), 답풍리(踏楓里), 화상대리(和尙垈里), 문현리(文峴里), 광암리(廣岩里) |
| 서석면   | 풍암리(豊岩里), 검산리(儉山里), 생곡리(笙谷里), 상군두리(上軍杜里), 하군두리(下軍杜里), 청량리(淸凉里), 어론리(魚論里), 수하리(水下里) |
| 영귀미면 | 속초리(束草里), 신봉리(新峰里), 덕치리(德峙里), 성수리(城壽里), 삼현리(三峴里), 방량리(方良里), 월운리(月雲里), 후동리(後洞里), 개운리(開雲里), 노천리(魯川里), 좌운리(坐雲里) |
| 남면     | 양덕원리(陽德院里), 유목정리(楡木亭里), 신대리(新垈里), 시동리(詩洞里), 유치리(楡峙里), 월천리(月川里), 명동리(明洞里), 제곡리(諸谷里), 용수리(龍水里), 남노일리(南魯日里), 화전리(花田里) |
| 서면     | 반곡리(盤谷里), 어유포리(魚遊浦里), 팔봉리(八峰里), 굴업리(屈業里), 대곡리(垈谷里), 중방대리(中方垈里), 길곡리(吉谷里), 동막리(東幕里), 모곡리(牟谷里), 마곡리(馬谷里), 개야리(開野里), 두미리(斗尾里) |
| 북방면   | 상화계리(上花溪里), 화동리(花洞里), 중화계리(中花溪里), 성동리(城洞里), 북방리(北方里), 능평리(菱坪里), 부사원리(府司院里), 본궁리(本宮里), 역전평리(驛田坪里), 원소리(遠所里), 구만리(九巒里), 노일리(魯日里), 장항리(獐項里), 굴지리(屈只里), 도사곡리(都沙谷里), 소매곡리(疎梅谷里), 하화계리(下花溪里), 전치곡리(全峙谷里) |
| 내면     | 창촌리(蒼村里), 광원리(廣院里), 명개리(明開里), 율전리(栗田里), 자운리(紫雲里), 방내리(坊內里) |

## 역사
- 1895년 음력 윤5월 1일 춘천부 홍천현으로 개편하였다.[2]

9면 - 군내면, 금물산면, 화촌면, 두촌면, 내촌면, 서석면, 영귀미면, 감물악면, 북방면
- 1896년 8월 4일 강원도 홍천군으로 개편하였다.[3]
- 1914년 4월 1일 금물산면, 화촌면 각 일부를 군내면에 편입하였다.

| 조선총독부령 제111호      |             | |
| 구 행정구역               | 신 행정구역 | 신 행정구역 |
| 홍천군 군내면(郡内面)     | 군내면      | 진리, 희망리, 신장대리, 갈마곡리, 검율리, 와동리, 연봉리                                                                                               |
| 홍천군 금물산면           | 군내면      | 장전평리, 하오안리 |
| 홍천군 화촌면             | 군내면      | 태학리, 결운리 |
| 홍천군 금물산면(今勿山面) | 금물산면    | 삼마치리, 상오안리, 상창봉리, 남노일리, 명동리, 시동리, 신대리, 양덕원리, 용수리, 유목정리, 유치리, 월천리, 제곡리, 화전리                             |
| 홍천군 화촌면(化村面)     | 화촌면      | 구성포리, 군업리, 굴운리, 내삼포리, 성산리, 송정리, 야시대리, 외삼포리, 장평리, 주음치리                                                               |
| 홍천군 두촌면(斗村面)     | 두촌면      | 괘석리, 역내리, 원동리, 자은리, 장남리, 천지리(天峙里), 철정리                                                                                         |
| 홍천군 내촌면(乃村面)     | 내촌면      | 광암리, 답풍리, 도관리, 문현리, 물걸리, 서곡리, 와야리, 화상대리                                                                                       |
| 홍천군 서석면(瑞石面)     | 서석면      | 검산리, 상군두리, 생곡리, 수하리, 어론리, 청량리, 풍암리, 하군두리                                                                                     |
| 홍천군 영귀미면(詠歸美面) | 영귀미면    | 개운리, 노천리, 덕치리, 방량리, 삼현리, 성수리, 속초리, 신봉리, 월운리, 좌운리, 후동리                                                                 |
| 홍천군 감물악면(甘勿岳面) | 감물악면    | 개야리, 굴업리, 길곡리, 대곡리, 동막리, 두미리, 마곡리, 모곡리, 반곡리, 어유포리, 중방대리, 팔봉리                                                     |
| 홍천군 북방면(北方面)     | 북방면      | 구만리, 굴지리, 노일리, 능평리, 도사곡리, 본궁리, 부사원리, 상화계리, 성동리, 소매곡리, 역전평리, 원소리, 장항리, 전치곡리, 중화계리, 하화계리, 화동리 |
- 1917년 군내면을 홍천면으로, 금물산면을 남면으로, 영귀미면을 동면으로, 감물악면을 서면으로 개칭하였다.
- 1945년 8월 15일 38선 이남에 해당되는 인제군을 홍천군에 편입하였다. (11면)

| 구 행정구역 (인제군)                                        | 신 행정구역        |
| ----------------------------------------------------------- | ------------------ |
| 기린면 진동리                                               | 홍천군 신남면 일원 |
| 인제면 원대리                                               | 홍천군 신남면 일원 |
| 남면 부평리, 어론리, 김부리, 신월리, 정자리, 갑둔리, 신풍리 | 홍천군 신남면 일원 |
| 내면 일원                                                   | 홍천군 내면 일원   |
- 1954년 10월 21일 신남면을 인제군에 환원하였다.[4] (10면)
- 1963년 1월 1일 홍천면을 홍천읍으로 승격하였다.[5] (1읍 9면)

| 법률 제1177호 |             |
| 구 행정구역   | 신 행정구역 |
| 홍천면 일원   | 홍천읍 일원 |
| 남면 삼마치리 | 홍천읍 일원 |
- 1973년 7월 1일 춘성군 동산면 북방리, 풍천리가 홍천군 북방면과 화촌면에, 양양군 서면 명개리가 홍천군 내면에 편입, 홍천군 내면 미산리가 인제군에, 남면 상창봉리가 횡성군에 이양[6]

| 대통령령 제6542호    |                    |
| 구 행정구역          | 신 행정구역        |
| 춘성군 동산면 북방리 | 북방면 일부        |
| 춘성군 동산면 풍천리 | 화촌면 일부        |
| 양양군 서면 명개리   | 내면 일부          |
| 내면 미산리          | 인제군 기린면 일부 |
| 남면 상창봉리        | 횡성군 공근면 일부 |
- 1983년 2월 15일 남면 상오안리를 홍천읍에 편입하였다.[7]
- 1983년 10월 1일 두촌면 천치리를 천현리로 변경
- 1995년 7월 26일 북방면 성동리 일부(도심이)가 화촌면 구성포리로 편입
- 2021년 6월 1일 동면을 영귀미면으로 다시 개칭하였다.